# IELTS

Логотип IELTS

IELTS (від англ. International English Language Testing System) — міжнародна система тестування англійської мови. Спільно керується Кембриджським університетом, Британською радою та «IDP Education Australia», заснована 1989 року.
Існують дві версії тесту: Academic та General Training:
- Перша, Academic, призначена для тих, хто прагне вступати до університетів та інших ЗВО, а також для фахівців, таких як лікарі або середній медичний персонал, які хочуть вчитися чи проходити практику в англомовній країні.
- Друга, General Training, призначена для тих, хто планує отримати позаакадемічне навчання або набути досвід роботи у тій чи іншій сфері, або емігрувати.

Загально відомо, що тести з читання та письма для версії Academic набагато складніші за тести для General Training через відмінності у рівні інтелектуальної та академічної суворості між двома версіями.

IELTS визнається більшістю австралійських, британських, канадських, ірландських, новозеландських і південноафриканських ЗВО, понад 2000 академічних інституцій у Сполучених Штатах та низкою професійних організацій. Цей тест є також необхідною умовою для імміграції до Австралії та Канади. Він критикувався у Канаді, тому що англійські акценти, що вживаються у секції Listening, дуже далекі від тих, що використовуються у типовому канадському діалекті.
Результат IELTS або Test Report Form (TRF — див. нижче) є чинним впродовж двох років.
У 2007, вперше за історію, за 12-місячний термін IELTS пройшли більш ніж мільйон кандидатів, зробивши його найпопулярнішим у світі тестом з англійської для здобуття вищої освіти та імміграційних потреб. У 2011 році 1,7 млн учасників складали цей тест.

## Характеристики IELTS
IELTS властиві такі ознаки:
- Різноманітність акцентів і письмових стилів, представлених у текстових матеріалах задля мінімізації можливих лінгвістичних упереджень[3].
- IELTS тестує уміння слухати, читати, писати та розмовляти англійською.
- Використання окремих оцінок для кожного уміння (слухання, читання і т. д.). Шкала коливається від 0 («Не намагався скласти тест») до 9 («Кваліфікований користувач»).
- Розмовний модуль (Speaking) — ключовий компонент IELTS. Він проводиться у вигляді індивідуальної співбесіди з екзаменатором. Екзаменатор оцінює кандидата, зважаючи на те, як він чи вона розмовляє, але розмова також записується для контролю, і так само коментується на випадок апеляції проти отриманого балу.
- IELTS вдосконалюється зусиллями багатьох авторів завдань з усього світу. Їхні команди працюють у США, Великій Британії, Австралії, Новій Зеландії, Канаді й інших англомовних куточках земної кулі.

## Структура тесту
Усі кандидати мають виконати чотири модулі — Listening, Reading, Writing and Speaking — щоб отримати кінцевий бал, який записується в IELTS Test Report Form (TRF).
Усі кандидати виконують однакові модулі: зі слухання (Listening) та розмовний (Speaking), у той час, коли модулі з читання (Reading) і писання (Writing) відрізняються в залежності від версії тесту — Academic або General.
Загальна тривалість тесту
2 години 45 хвилин
Перші три модулі — Listening, Reading and Writing (завжди саме у такій послідовності) — виконуються в один день і фактично без перерви між ними. Розмовний модуль (Speaking) може бути виконаний, на вибір центру тестування, у семиденний термін до чи після інших модулів.
Тести задумані таким чином, щоб повністю покрити діапазон вмінь від повністю необізнаного в мові до досвідченого користувача.
Основні відмінності між IELTS та TOEFL: країна походження, особливості граматики, форма тестування, спосіб проходження іспиту, вибір правильної відповіді та час тестування.

## Шкала оцінювання
IELTS оцінюється за дев'ятибальною шкалою, де кожний бал відповідає певному рівню знання англійської. При визначенні результатів виконується округлення до 0,5 бала на користь кандидата.
9 Досвідчений користувач
Повністю володіє мовою: використовує її доречно, точно та вільно з повним розумінням.
8 Дуже добрий користувач
Практично повністю володіє мовою, в нестандартних ситуаціях припускається випадкових неточностей і недоречностей. Добре доводить власні думки та розуміє інших.
7 Добрий користувач
Добре володіє мовою, хоча припускається випадкових неточностей, недоречностей та непорозумінь у деяких ситуаціях.
Взагалі добре вміє користуватися мовою і непогано розуміє інших.
6 Обізнаний користувач
Має загально ефективне володіння мовою, попри певні неточності, недоречності, непорозуміння. Належним чином може використовувати й розуміти мову, зокрема, у звичних повсякденних ситуаціях.
5 Середній користувач
Несповна володіє мовою, у загальних рисах розуміється у багатьох ситуаціях, хоча, скоріш за все, робить багато помилок. Кандидат розуміється на низці тем, які становлять для нього професійний чи загальний інтерес.
4 Обмежений користувач
Базове знання обмежено звичними ситуаціями. Має часті проблеми у вживанні складної мови.
3 Дуже обмежений користувач
Виражає і розуміє лише загальні речі в обмеженій кількості звичних ситуацій.
2 Незв'язний користувач
Жодне справжнє спілкування не є можливим. Має проблеми у розумінні письмової та усної мови окрім знайомих ситуацій та нагальних потреб.
1 Не користувач
По суті не володіє мовою, за винятком невеликого числа окремих слів.
0 Не намагався скласти тест
Не може бути оцінений через недостатність інформації.

### Відповідність Загальноєвропейським рекомендаціям
За оцінками керівників тесту бал 6.5 IELTS відповідає рівню B2, а 7.0 — C1 Загальноєвропейських рекомендацій з мовної освіти: вивчення, викладання, оцінювання, 8 балів є межовим значенням між рівнями С1 та C2. За окремими критичними роботами вважається, що 8 балів відповідають повному B2, а 9 — С1. Самі розробники тесту зазначають, що однозначної відповідності немає і не може бути, а тому кожний навчальний заклад, керуючись наданою інформацією, сам визначає для себе достатні для прийняття на навчання бали.

## Місця
Тест складається у 500 точках в 121 країні по усьому світі та є одним з тестів з англійської у світі, що зростає найбільше. Кількість кандидатів зросла з 80 тисяч у 1999 до 1,2 млн у 2009.
Три країни, у яких тест складала найбільша кількість людей у 2007 році в категорії Academic:
- Індія
- Іран
- Пакистан

За рік проводиться 48 тестів. Кожен центр тестування проводить до чотирьох тестів щомісяця, в залежності від потреб. Рекомендовано часовий проміжок у 90 днів за який має сенс повторно складати тест. Фактично немає обмежень щодо термінів перездачі.

## Найкращі результати

### Країни з найвищими середніми балами
У 2007 році перша п'ятірка країн у категорії Academic:
- Німеччина
- Малайзія
- Філіппіни
- Росія
- Гонконг

### Результати за носіями мови
Перша п'ятірка за мовою чи національністю, що отримала найкращі результати у категорії Academic у 2007 році:
- тагальська
- іспанська
- малайська
- гінді
- тамільська

## IELTS в Україні
Екзамени IELTS проводяться в Україні Британською радою. Оплата за тест становить 4125 гривень (паперова версія) або 4800 грн (комп'ютерна версія) що вносяться готівкою в касу Британської ради в Києві, або її представникові в Одесі чи Львові. Також цей іспит можна скласти в Students International IELTS Test Centre. Вартість 4125 грн (паперова версія) або 4750 грн (комп'ютерна версія).